# دیژوبان گیمز
دیژوبان گیمز (انگلیسی: Dejobaan Games) شرکت بازی ویدئویی آمریکایی است، که در سال ۱۹۹۹ تأسیس شد.